# Eugène Hanssens
Pour les articles homonymes, voir Hanssens.
Eugène Gustave Edmond Marie Hanssens, né le 4 juillet 1865 à Vilvorde et décédé victime d'un accident le 2 juin 1922 à Uccle fut un homme politique libéral belge.
Hanssens fut juriste, avocat près la Cour de cassation (1913-1922), professeur à l'Université de Bruxelles et succède comme député à Alfred Monville.

## Généalogie
- Il est le fils d'Edmond Hanssens (1838-1905) et d'Isabelle Allard (1842-1906) ;
- Il épouse en 1890 Alice Roberts Jones (1868-1915) ;
- Ils ont deux enfants, William (1891-1982) et Hélène (1893-1981).

## Sources
- Liberaal Archief